# Tat'jana Firova
Tat'jana Pavlovna Firova (in russo Татьяна Павловна Фирова?; Sarov, 10 ottobre 1982) è un'ex velocista russa, specializzata nei 400 metri piani.

## Biografia
Nel 2016 le è stata revocata la medaglia d'argento conquistata con la staffetta 4×400 m a Pechino 2008.
Nel febbraio 2019 ha ricevuto una squalifica di 4 anni per violazione delle regole anti-doping, valida a partire dal 9 giugno 2016 e contestualmente tutti i suoi risultati conseguiti dal 20 agosto 2008 al 31 dicembre 2012 le sono stati annullati.

## Palmarès
| Anno | Manifestazione   | Sede       | Evento      | Risultato | Prestazione | Note  |
| ---- | ---------------- | ---------- | ----------- | --------- | ----------- | ----- |
| 2001 | Europei juniores | Bydgoszcz  | 400 m piani | Oro       | 52"94       |       |
| 2003 | Europei under 23 | Bydgoszcz  | 400 m piani | Bronzo    | 52"14       |       |
| 2003 | Europei under 23 | Bydgoszcz  | 4×400 m     | Oro       | 3'29"25     |       |
| 2003 | Universiade      | Taegu      | 400 m piani | Oro       | 51"81       |       |
| 2003 | Universiade      | Taegu      | 4×400 m     | Oro       | 3'31"63     |       |
| 2004 | Giochi olimpici  | Atene      | 4×400 m     | Argento   | 3'20"16     | [ 3 ] |
| 2005 | Mondiali         | Helsinki   | 4×400 m     | Oro       | 3'20"95     | [ 3 ] |
| 2006 | Europei          | Göteborg   | 4×400 m     | Oro       | 3'25"12     | [ 3 ] |
| 2008 | Giochi olimpici  | Pechino    | 400 m piani | dq        | 50"11       |       |
| 2008 | Giochi olimpici  | Pechino    | 4×400 m     | dq        | 3'18"82     |       |
| 2009 | Mondiali         | Berlino    | 4×400 m     | dq        | 3'21"64     |       |
| 2010 | Mondiali indoor  | Doha       | 400 m piani | dq        | 51"13       |       |
| 2010 | Mondiali indoor  | Doha       | 4×400 m     | dq        | 3'27"44     |       |
| 2010 | Europei          | Barcellona | 400 m piani | dq        | 49"89       |       |
| 2010 | Europei          | Barcellona | 4×400 m     | dq        | 3'21"26     |       |
| 2012 | Giochi olimpici  | Londra     | 4×400 m     | dq        | 3'20"23     |       |
| 2013 | Mondiali         | Mosca      | 4×400 m     | dq        | 3'20"19     |       |
| 2014 | Europei          | Zurigo     | 4×400 m     | 4ª        | 3'25"02     |       |

## Altre competizioni internazionali
2003
- Coppa Europa di atletica leggera ( Firenze)